# James Franck

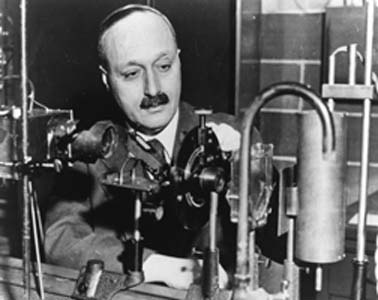
James Franck

James Franck (* 26. August 1882 in Hamburg; ✡ 21. Mai 1964 in Göttingen) war ein deutscher Experimentalphysiker, der später als jüdischer Flüchtling vor den Nationalsozialisten in die USA emigrierte und die amerikanische Staatsbürgerschaft annahm. Er erhielt 1925 mit Gustav Hertz den Nobelpreis. Franck ist vor allem wegen des Franck-Hertz-Versuchs zur Bestätigung der Quantentheorie und des Franck-Reports bekannt. In letzterem versuchte er den Präsidenten der USA, Harry S. Truman, vom Einsatz der Atombombe im Krieg gegen Japan abzubringen.

## Leben

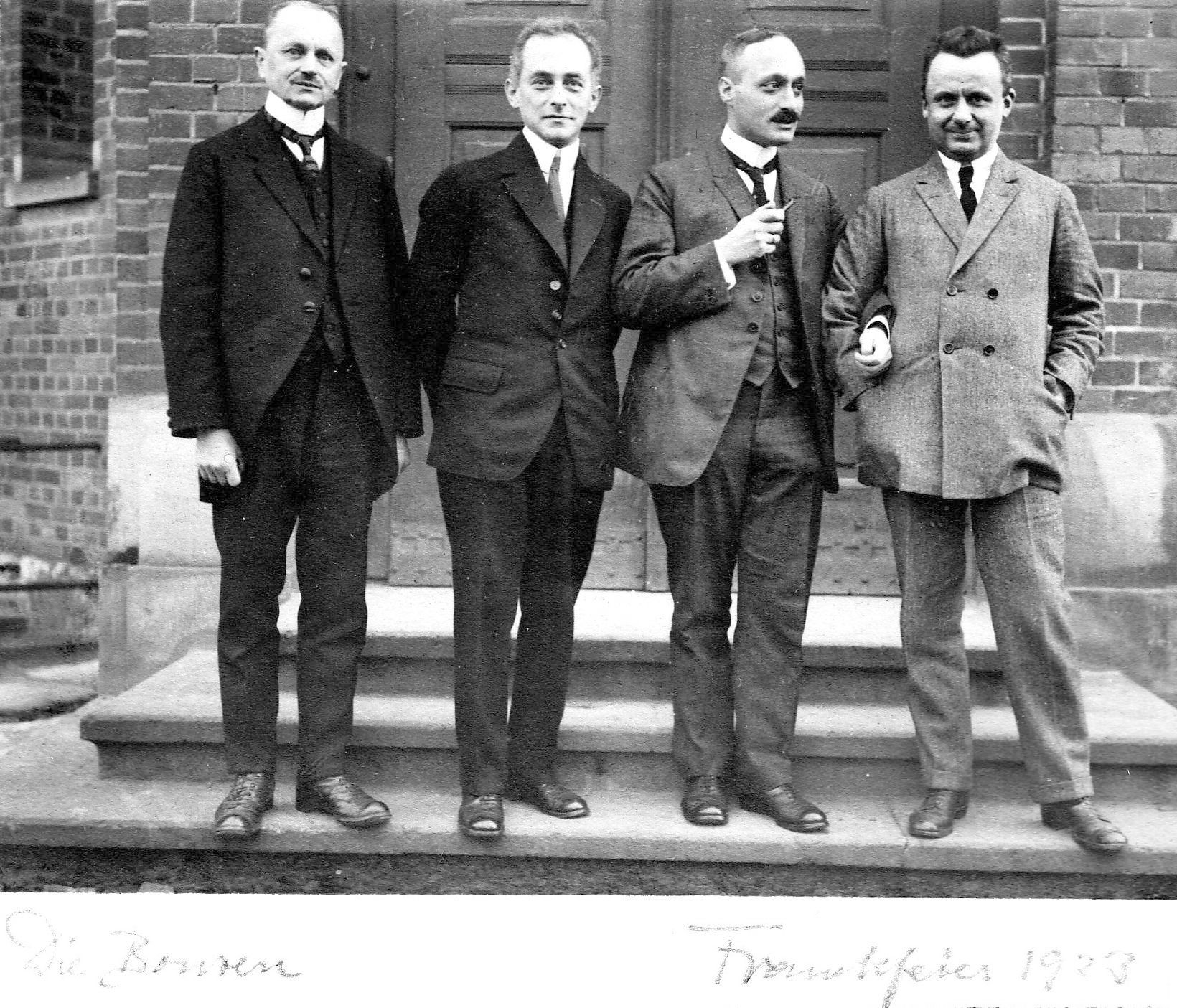
Feier zu Ehren von Franck 1923 in Göttingen: Max Reich, Max Born, James Franck und Robert Wichard Pohl

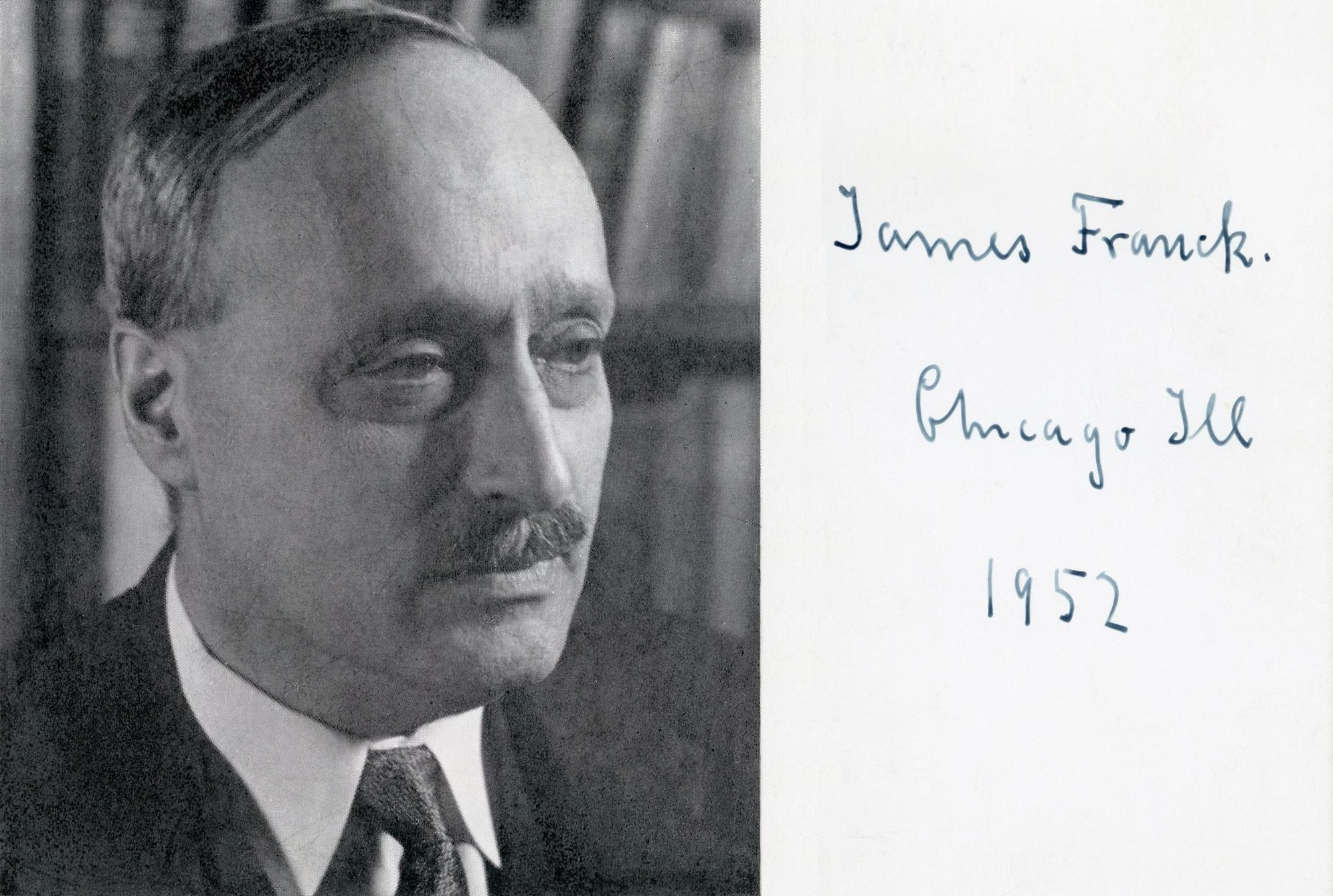
James Franck (1952) und Autogramm aus einem Dankschreiben an Friedrich Hund

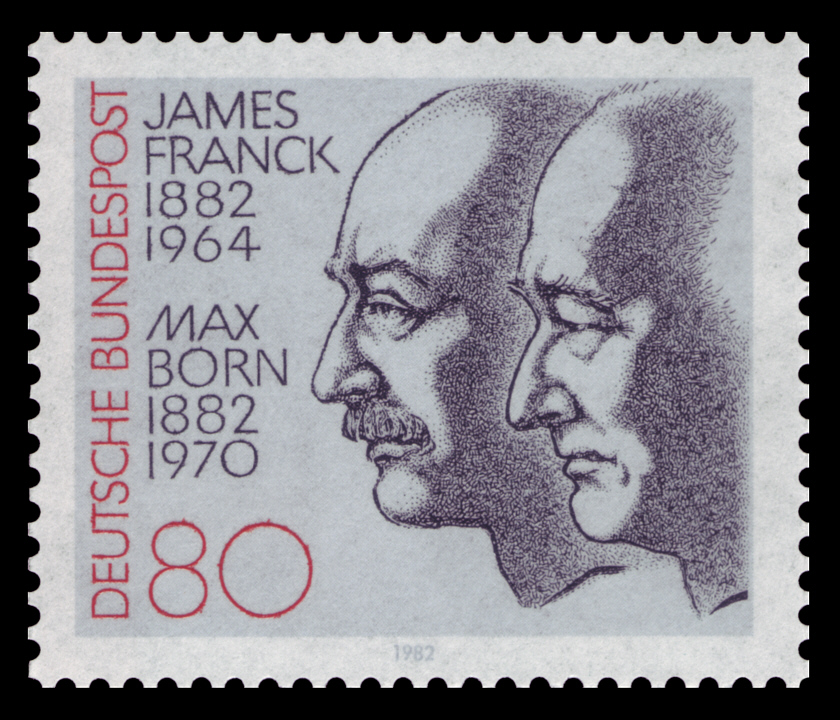
100. Geburtstag von James Franck und Max Born: Sonderbriefmarke der Deutschen Bundespost von 1982

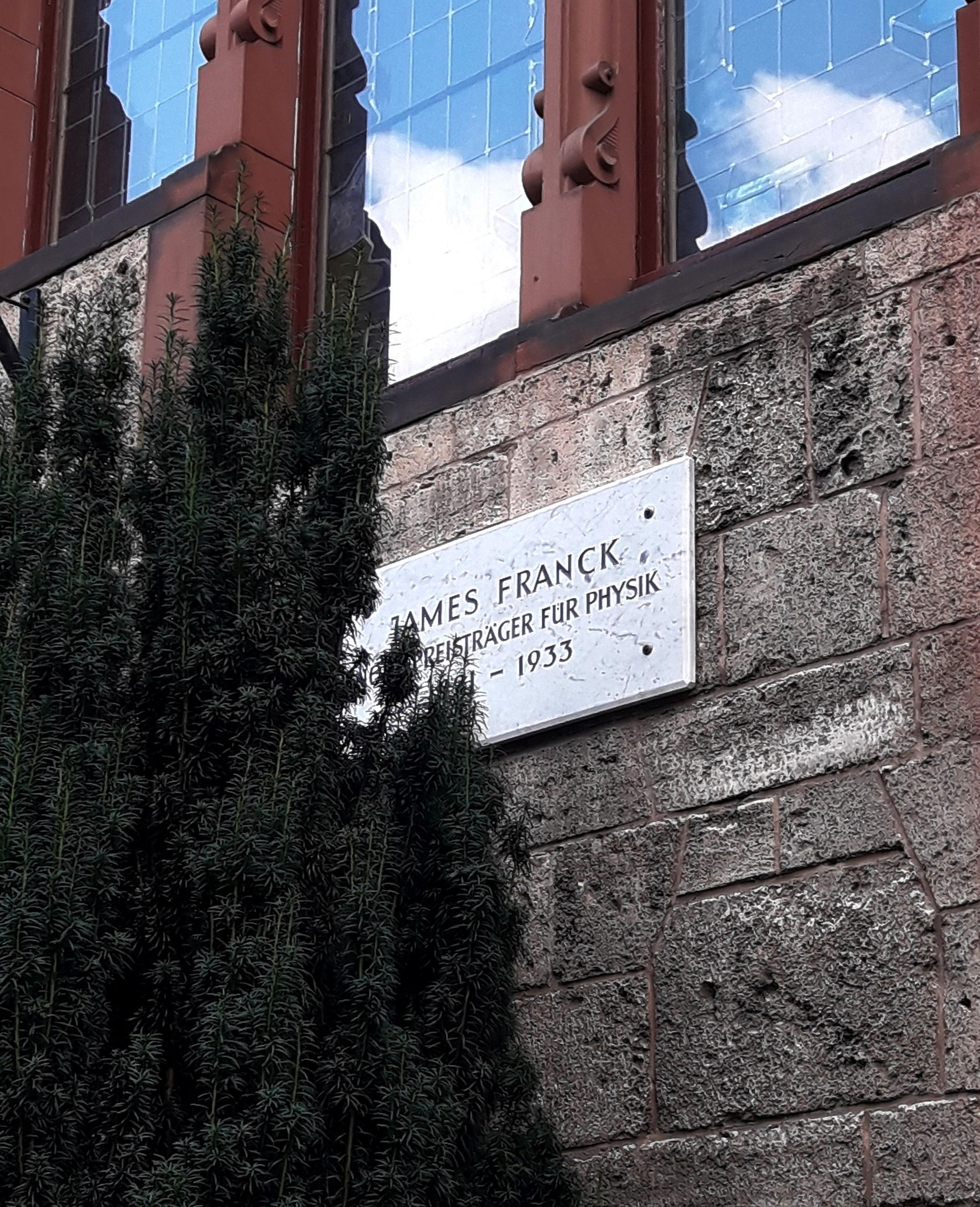
Göttinger Gedenktafel für James Franck

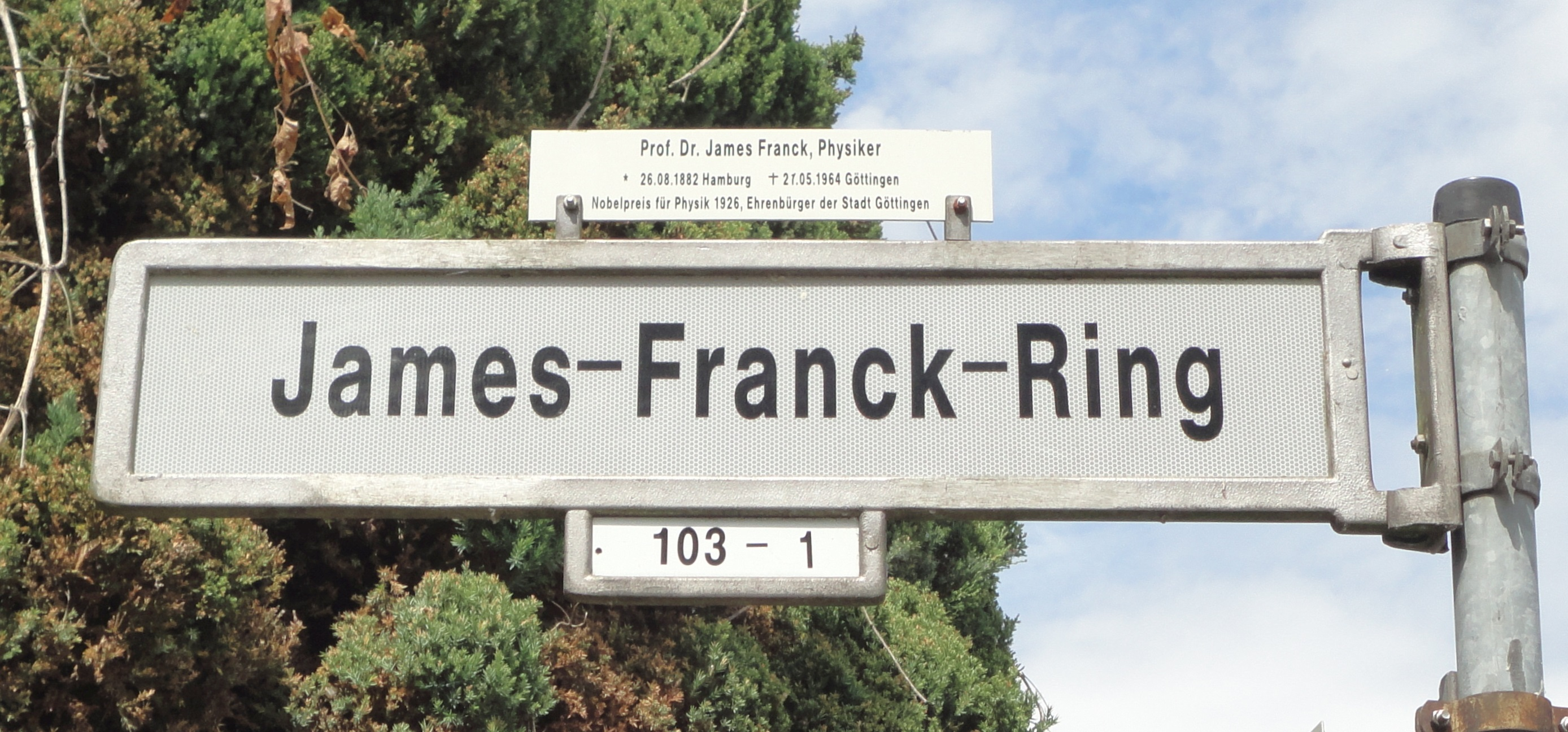
James-Franck-Ring in Göttingen

James Franck war der älteste Sohn des jüdischen Bankiers Jacob Franck und seiner Ehefrau Rebecka geb. Drucker. James wuchs in Hamburg auf, wo er das Wilhelm-Gymnasium besuchte und zu Ostern 1902 die Reifeprüfung ablegte. Anschließend studierte er kurz an der Universität Heidelberg Chemie, dann in Berlin unter anderem bei Paul Drude und Emil Warburg Physik, wo er 1906 bei Warburg seinen Doktorgrad erlangte. Er war danach Assistent im Physikalischen Verein in Frankfurt am Main und kurz danach in Berlin bei Heinrich Rubens ab 1911 Privatdozent und ab 1916 außerordentlicher Professor.
Francks Bekanntheit als Physiker beruht vor allem auf dem in den Jahren 1912–1914 gemeinsam mit Gustav Hertz durchgeführten Franck-Hertz-Versuch, der das Bohrsche Atommodell bestätigte. Hierfür erhielten die beiden Physiker den Nobelpreis von 1925, der ihnen am 11. November 1926 verliehen wurde.
Während des Ersten Weltkriegs diente Franck freiwillig in der deutschen Armee (unter anderem im Pionierregiment 35) und erhielt nach einem Gasangriff 1917, bei dem er schwer verletzt wurde, das Eiserne Kreuz Erster Klasse. Wie auch Otto Hahn und Gustav Hertz gehörte er zu den Offizieren, die unter Fritz Haber an der Front während des Gaskrieges den Einsatz von Giftgas überwachten.
Ab 1918 war er Leiter der Abteilung Physik am Kaiser-Wilhelm-Institut für Physikalische Chemie in Berlin-Dahlem unter Fritz Haber. Als Professor für Experimentelle Physik wurde Franck 1920 an die Universität Göttingen berufen, wo er mit Max Born sowie seinen Schülern Patrick Maynard Stuart Blackett, Edward Condon, Friedrich Georg Houtermans, Friedrich Hund, Hans Kopfermann, Werner Kroebel, Heinz Maier-Leibnitz, Robert Oppenheimer, Charlotte Riefenstahl und Eugene Rabinowitch arbeitete. Eine seiner Mitarbeiterinnen war die Physikerin Hertha Sponer. Franck war in Göttingen Direktor des Zweiten Instituts für Experimentalphysik, mit Condon etablierte er dort das Franck-Condon-Prinzip. 1929 wurde er in die American Academy of Arts and Sciences und zum Korrespondierenden Mitglied der Preußischen Akademie der Wissenschaften gewählt.

## Zeit des Nationalsozialismus und danach
Als die Nationalsozialisten an die Macht kamen, erregte Franck am 17. April 1933 Aufsehen, als er aus Protest gegen die „Entfernung aller Juden aus Staatsstellungen“ sein Professorenamt an der Universität Göttingen niederlegte, obwohl er wegen einer anfänglichen Ausnahmeregel dieses Unrechtsgesetzes als „Frontkämpfer“ von diesem Gesetz zunächst verschont geblieben wäre. Franck bemängelte in einem Schreiben an den Rektor der Universität und auch an den Kultusminister Bernhard Rust (datiert vom 17. April 1933), dessen Inhalt er auch dem Göttinger Tageblatt und anderen Zeitungen zur Kenntnis brachte, dass die Deutschen jüdischer Abstammung als Fremde und Feinde des Vaterlandes behandelt würden und zu erwarten wäre, dass ihren in Deutschland aufwachsenden Kinder niemals erlaubt würde, sich als verdienstvolle Deutsche zu beweisen. Er schloss mit den Worten, dass es ihm eine innere Notwendigkeit verbiete, Staatsbeamter zu bleiben, da er sich unehrenhaft behandelt fühlte, und forderte seine Entlassung. Er wisse zwar, dass er wegen seines Wehrdienstes im Ersten Weltkrieg ausgenommen bleibe, und könne auch Kollegen verstehen, die dies in Anspruch nähmen, verzichte aber auf dieses Privileg. Franck würde aber weiter experimentell in Deutschland forschen, so weit es ihm finanziell möglich wäre. Das Ministerium antwortete mit einer Weigerung, ihn offiziell zu entlassen, er könne aber von sich aus um Entlassung aus dem Staatsdienst bitten, was Franck am 1. Januar 1934 tat (das war später eine beträchtliche Hürde in seinen Verhandlungen nach dem Krieg um Rekompensation).
Das veranlasste eine Gruppe von 42 Hochschullehrern aus Göttingen zu einer Stellungnahme am 24. April 1933 in der Göttinger Zeitung, in der sie Franck vorwarfen, der neuen (nationalsozialistischen) Regierung in Deutschland damit innen- und außenpolitisch zu schaden, zumal sich die ausländische Presse in ihrer „Propaganda“ dessen schon angenommen hätte. Er käme einem „Sabotageakt“ gleich, der „eine erhebliche Erschwerung der Arbeit der nationalen Regierung bedeuten“ könne. Daher forderten sie die Regierung zu einer zügigen Anwendung der antijüdischen „Säuberungsmaßnahmen“ auf. Unterschrieben war er von den Dozenten bzw. Professoren in Göttingen Baß, Behm, Blanck, Blume, Fick, Fuchs, Giesecke, von Grimm, R. Hartmann, Hauberrisser, Hesse, Hilka, Hofmann, Hübner, Jander, Jessen, Kecs, Lauprecht, Fr. Lehmann, Lucke, Manegold, Konrad Meyer, Nachtigall, Plüchke, Rebel, Rippeck, Salfeld, Saller, Schäfer, J. Schmidt, Schole, Schüz, Stadtmüller, Tobeck, Tornau, Hermann Vogel, Voß, Walther, W. Weber, Wehefritz, Zenck, Ziebe, wobei sie anmerkten, dass wegen der Ferien andere, die mit Sicherheit zustimmen würden, nicht erreicht werden konnten. In seinem Entnazifizierungsprozess 1950 versuchte einer der Unterzeichner, Konrad Meyer, den offenen Brief so darzustellen, als würde lediglich dem Minister zur Kenntnis gebracht, dass keinesfalls die ganze Göttinger Universität hinter Franck stehen würde und dass er keineswegs einen Angriff gegen jüdische Professoren darstellen würde oder auch nur eine Stellungnahme zum „jüdischen Problem“. Die (nach Klaus Hentschel) einzige positive damals veröffentlichte Reaktion in Deutschland auf den Brief von Franck kam vom Professor für Psychologie in Berlin Wolfgang Köhler (Gespräche in Deutschland, Deutsche Allgemeine Zeitung, 28. April 1933), der 1935 ebenfalls in die USA emigrierte.
Noch im selben Jahr emigrierte Franck mit seiner Familie nach Baltimore, wo er sofort Professor an der Johns Hopkins University wurde. Nach einem Jahr als Gastprofessor 1934/35 in Kopenhagen ging er 1935 als Professor zurück nach Baltimore an die Johns Hopkins University und 1938 an die University of Chicago als Professor für Physikalische Chemie. 1947 wurde er dort emeritiert.
In Chicago kam Franck ab 1942 als Direktor der Chemie-Abteilung des Metallurgie-Labors mit dem Manhattan-Projekt in Berührung: Nach Annahme der US-amerikanischen Staatsbürgerschaft im Juli 1941 arbeitete er an der Plutoniumgewinnung mit, hatte jedoch nach der Kapitulation Deutschlands moralische Bedenken gegen den Einsatz von Atomwaffen, die er schließlich zusammen mit anderen Wissenschaftlern in dem nach ihm benannten Franck-Report niederlegte und persönlich am 11. Juni 1945 dem amerikanischen Kriegsminister übergab, um einen Abwurf der Atombombe über Japan zu verhindern.
1942 erkannte die Preußische Akademie der Wissenschaften ihm seine Mitgliedschaft ab, diese Entscheidung wurde 1946 rückgängig gemacht. Seit 1937 war er gewähltes Mitglied der American Philosophical Society. 1944 wurde Franck in die National Academy of Sciences gewählt. 1951 erklärte er selbst den Austritt aus der in der DDR beheimateten Akademie der Wissenschaften unter Protest gegen ein Glückwunsch-Telegramm, das der Akademie-Präsident Johannes Stroux an Stalin gesandt hatte.
1951 wurde ihm die Max-Planck-Medaille verliehen. Anlässlich der Verleihung der Ehrenbürgerwürde der Stadt Göttingen kehrte Franck erstmals 1953 nach Deutschland zurück.
In Chicago arbeitete er nach dem Zweiten Weltkrieg vornehmlich auf dem Gebiet der Photosynthese und erhielt hierfür 1955 den Rumford-Preis der American Academy of Arts and Sciences. Im Jahr 1958 wurde Franck Mitglied und Ehrenmitglied der Leopoldina, im Jahr 1964 Mitglied der Royal Society London.
Er verstarb am 21. Mai 1964 während eines Besuches in Göttingen an einem Herzanfall. Zuvor hatte er sich noch mit Otto Hahn getroffen. Sein Grab befindet sich in Chicago neben dem seiner ersten Ehefrau.
Nach ihm ist der Mondkrater Franck benannt. 2007 wurde der Asteroid (160512) Franck-Hertz nach ihm und Gustav Hertz benannt.

## Privates
1906 heiratete Franck die Schwedin Ingrid Josephson. Sie wurde 1882 in Göteborg geboren und studierte Musik. Das Ehepaar hatte zwei Töchter, Dagmar und Lisa. Ingrid Franck starb 1942 in Chicago. Die zweite Ehe ging Franck 1946 mit seiner früheren Göttinger Assistentin Hertha Sponer ein, die inzwischen Professorin der Physik an der Duke University in North Carolina war.

## Wissenswertes
Im Jahr 1896 begab sich der knapp 14-jährige Franck zum Physikalischen Eichamt in Hamburg. Dort erkundigte er sich nach der neuen Röntgenapparatur. Er habe von den „x-Strahlen“ gehört, die vor einigen Monaten entdeckt worden seien, sich seinen Arm gebrochen und wolle sehen, ob seine Knochen wieder richtig zusammenwachsen würden. Die Apparatur wurde aufgebaut und er durfte sich den Arm mit der soeben eingetroffenen Röntgenapparatur durchleuchten lassen. Dies war das erste in der Hansestadt aufgenommene Röntgenbild.
Als während des Zweiten Weltkriegs deutsche Truppen die dänische Hauptstadt Kopenhagen im April 1940 besetzten, löste der im Labor von Niels Bohr arbeitende ungarische Chemiker George de Hevesy die goldenen Nobelpreis-Medaillen der deutschen Physiker Max von Laue und James Franck in Königswasser auf, um sie so vor dem Zugriff durch die deutschen Besatzer zu schützen. Von Laue und Franck waren ab 1933 in Opposition zum Nationalsozialismus in Deutschland und hatten deshalb ihre Medaillen Niels Bohr anvertraut, um so eine Konfiszierung in Deutschland zu verhindern. Nach Kriegsende extrahierte de Hevesy das im Königswasser gelöste Gold und übergab es der Königlichen Schwedischen Akademie der Wissenschaften, die daraus neue Medaillen herstellte und wieder an von Laue und Franck übergab.
Der Physiker Frank von Hippel (* 1937) und der Ökonom und Professor an der MIT Sloan School of Management Eric von Hippel (* 1941) sind Enkel von James Franck.